# Gitte Madsen
Gitte Madsen (Herning, 24 de março de 1969) é uma ex-handebolista profissional dinamarquesa, campeã olímpica.
Gitte Madsen fez parte do elenco medalha de ouro, de Atlanta 1996.